# Deep (série télévisée)
Pour les articles homonymes, voir Deep.
Production
Diffusion
Deep est une mini-série télévisée française créée et réalisée par Aurélien Molas.
Cette série fantastique, tournée en noir et blanc, est une production de White Lion Films (Mediawan) pour la chaîne OCS, réalisée avec le soutien de la région des Pays de la Loire,,,,.

## Synopsis
En 1941, la France, qui est sur le point de perdre la guerre avec ses alliés, découvre que le Troisième Reich a mis au point un nouveau type de sous-marin, totalement indétectable, qui est en fait une machine à voyager dans le temps.

## Distribution
- Foëd Amara
- Illyès Salah
- Bamar Kane
- Dimitri Storoge
- Alyzée Costes
- Armelle Deutsch
- Philipp Hochmair

## Production

### Genèse et développement
La série est créée et réalisée par Aurélien Molas, un romancier qui a coréalisé la série télévisée uchronique La Révolution (diffusée sur Netflix) et coscénarisé pour Arte la série Une île, avec Laetitia Casta,,,,,,.
Le directeur de production Ludovic Eyrolle explique : « C'est une comédie fantastique d'action et d'aventure. Deep nous plonge dans une des périodes les plus marquantes de notre histoire et questionne notre rapport au temps. Il y a eu, c'est vrai, beaucoup de productions audiovisuelles à ce sujet mais Deep mène aussi un travail de mémoire à travers ce projet. C'est important de ne pas oublier, même si le sujet est très sensible, surtout en cette période ».
Le réalisateur Aurélien Molas précise : « Sous ses dehors de comédie d'aventure durant la Seconde Guerre mondiale, Deep explore une part de mon héritage familial. C'est un hommage à ma façon et par la fiction à celui qui a résisté avant d'être assassiné par les Allemands et dont l'une des rues d'Arcachon porte le nom. Si l'influence de L'Armée des ombres ou du Dernier métro est présente, je souhaitais amener l'histoire vers plus de fantaisie, de surprises, d'humour, sans pour autant être dans la parodie ».

### Tournage
La première phase du tournage a lieu du 22 janvier au 16 février 2024 entre Nantes et Port-Saint-Père, dans le département français de la Loire-Atlantique,,.
À Nantes, des scènes sont tournées en plusieurs endroits : sur l'escorteur d'escadre Maillé Brézé au quai de la Fosse, sur la place Graslin et le cours Cambronne, ainsi qu'au château des ducs de Bretagne,,,,,,.
Le tournage nécessite la mise en place sur l'espace public de décors reconstituant l'époque de la Seconde Guerre mondiale :  la ville de Nantes prévient ainsi que « le théâtre Graslin ou le château des Ducs de Bretagne porteront, le temps du tournage, les signes de l'Occupation, avec des banderoles de l'Allemagne nazie. Des figurants et comédiens seront également en costumes militaires, avec des armes factices »,,,. Les symboles nazis déployés dans le centre-ville provoquent de la surprise, de la stupeur, de l'incompréhension et de la consternation chez certains habitants de Nantes, alors que la mairie avait prévenu la population quelques jours plus tôt dans un communiqué,,,.
Après Nantes, le tournage se poursuit au château de Briord, à Port-Saint-Père, entre Nantes et Pornic : ce château est, dans cette série qui mêle science-fiction, histoire et humour, le quartier général des soldats de la Résistance. Selon le quotidien Ouest-France, Briord a séduit le réalisateur qui a adapté sa série au château, alors que c'était une ferme qui était prévue dans le scénario d'origine.
Enfin, le tournage se termine du 19 au 28 février 2024 à Combrée (Ombrée d'Anjou), dans le département de Maine-et-Loire, entre autres dans l'église de l'ancien collège de Combrée, un endroit que le réalisateur et les producteurs de la série qualifient de « lieu fantastique ». Des scènes ont également été tournées à l'ancienne mine de fer de Segré,.

### Fiche technique
Sauf indication contraire, les informations mentionnées dans cette section peuvent être confirmées par la base de données cinématographiques Allociné,  présente dans la section « Liens externes ».
- Titre français : Deep
- Réalisation et scénario : Aurélien Molas[1],[2],[3],[6],[4],[7],[8]
- Production : Noor Sadar, Paul Schmitt
- Société de production : White Lion Films (Mediawan)[5]
- Société de distribution : OCS
- Pays de production :  France
- Langue originale : français
- Format : noir et blanc[5]
- Nombre de saisons : 1
- Nombre d'épisodes[13] : 8
- Genre : fantastique[1],[2],[3],[7],[11]